# ديردورف
دِردُرف (بالألمانية: Dierdorf) (نقحرة: ديردورف) هي بلدة ألمانية تقع في ألمانيا في راينلند بالاتينات.  يقدر عدد سكانها بـ 5,954 نسمة .